# Arduino Uno
L'Arduino Uno est une carte à microcontrôleur open source intégrant l'ATmega328P de Microchip Technology et développée par Arduino, initialement commercialisée en 2010.

## Présentation
La carte Arduino Uno est équipée d'un ensemble de broches d'entrée/sortie (E/S) numériques et analogiques qui peuvent être connectées à diverses cartes d'extension et autres circuits. Elle est programmable à l'origine avec l'IDE Arduino via un câble USB, bien qu'il existe maintenant d'autres possibilités. Elle peut être alimentée par un câble USB ou un connecteur cylindrique acceptant des tensions entre 7 et 20 volts, comme une pile 9 volts. Elle utilise le même microcontrôleur que la carte Arduino Nano et possède les mêmes connecteurs que la carte Leonardo.
La conception matérielle de référence est distribuée sous licence Creative Commons. Les fichiers de conception et de production de certaines versions du matériel sont également disponibles.

## Histoire
Le mot « uno » signifie « un » en italien et a été choisi pour marquer une refonte majeure du matériel et du logiciel Arduino. 
La carte Uno succède à la version Duemilanove. Elle est la 9e version d'une série de cartes Arduino exploitant l'USB. 

## Fonctionnement
L'ATmega328 de la carte est livré préchargé avec un bootloader qui permet de téléverser un nouveau code sans utiliser de programmateur matériel externe.